# Inspektørens hus på Alcatraz
Inspektørens hus på Alcatraz var bolig for de inspektører, der var ansat i det føderale fængsel, Alcatraz Federal Penitentiary, beliggende på en ø i bugten ved San Francisco. Huset er placeret nordøst for den centrale celleblok ved siden af fyrtårnet. Bygningen rummer 15 værelser fordelt på tre etager og blev bygget i 1921. Nogle kilder anfører dog, at det blev bygget i 1926 eller 1929 og havde 17 eller 18 værelser.
Mellem 1934 og 1963 boede de fire inspektører på Alcatraz her. Huset var luksuriøst indrettet og stod i skarp kontrast til fængslet ved siden af. Vagterne holdt ofte overdådige cocktailparties her. Et museumsskilt på stedet viser et fotografi af en betroet indsat, der går til hånde for inspektøren og viser, at huset havde en have med en terrasse og et drivhus. Palæet havde høje vinduer, der gav en fin udsigt til San Francisco Bay.
I dag er huset en ruin, da det blev brændt ned under den indianske besættelse af Alcatraz den 1. juni 1970. Som mange andre steder på øen har huset ry for at være hjemsøgt.